# Maurice Agis
Pour les articles homonymes, voir Agis.
Maurice Agis (7 décembre 1931 - 12 octobre 2009) était un sculpteur britannique et un artiste dont le projet Dreamspace a influencé le travail de plusieurs écoles d'art au Royaume-Uni. Ses désillusions avec les galeries d'art et les musées l'ont conduit à créer sa propre signature "interactive works" (travail interactif) dans les années 1960.
En juillet 2006, il s'est fait remarquer lorsque l'une de ses œuvres, Dreamspace V, a accidentellement tué deux personnes et blessé 13 autres dans un parc de Chester-le-Street, ce qui lui a valu des poursuites pour homicide involontaire en février 2008.

## Biographie
Agis est né dans l'est de Londres en 1931. Entre 1950 et 1962, il a étudié la peinture et la sculpture à l'école d'art St. Martin de Londres avant d'être diplômé pour son travail sur De Stijl par le ministère néerlandais de l'Éducation, la culture et les sciences en 1967.
Ses désillusions avec les galeries d'art l'ont conduit, en collaboration avec Peter Andrew Jones, à créer le Spaceplace, le premier de ses nombreux "espaces abstrait". Le Spaceplace fut installé au Museum of Modern Art d'Oxford en 1966 et, l'année suivante, au Stedelijk Museum d'Amsterdam. Tout en enseignant, Agis utilisa les compétences de ses étudiants en art pour ses nombreuses installations entre 1962 et 1973.
Après 20 ans de collaboration, Agis et Jones se sont séparés. Le premier projet individuel d'Agis fut le Colourspace, qui fut présenté pour la toute première fois à Londres en 1980 avant d'être exposé à Los Angeles et Brisbane en Australie. Lorsque sa sculpture Colourspace fut exposée dans la ville côtière de Lübeck en Allemagne, elle s'effondra partiellement au sol, blessant 5 personnes.
Le 22 juillet 2006, Agis installa sa sculpture gonflable dénommée Dreamspace V dans un parc de la ville anglaise de Chester-le-Street. Dans les jours qui suivirent, la sculpture, qui contenait 27 personnes, s'est détachée du sol et le vent l’a soulevée à 9 mètres du sol environ. La sculpture est alors entrée en collision avec un poteau de vidéosurveillance, tuant 2 personnes et blessant 13 autres.
Un acte de vandalisme fut dans un premier temps suspecté car la sculpture avait été lacérée de coups de couteau deux semaines auparavant. Bien qu'un tel acte n'ait pas été complètement exclu, d'autres pistes ont été explorées. Selon une autre théorie, la chaleur le jour du drame aurait transformé la sculpture en "ballon d'air chaud".
Le 29 novembre 2006, Agis fut arrêté et mis en examen pour homicide involontaire avant d'être libéré sous caution. Son procès débuta le 26 janvier 2009 mais le jury ne parvint pas à rendre un verdict pour homicide involontaire. Quelques jours après, le Crown Prosecution Service annonça qu'il n'y aurait pas de nouveau procès et il fut relaxé mais dut payer une amende de 10 000 livres sterling, qui fut ramenée à 2 500 £ en appel en août 2009.
Agis est mort deux mois plus tard, le 12 octobre 2009.